# Astragalus senilis
Astragalus senilis är en ärtväxtart som beskrevs av Joseph Friedrich Nicolaus Bornmüller. Astragalus senilis ingår i släktet vedlar, och familjen ärtväxter. Inga underarter finns listade i Catalogue of Life.